# Neopyrochroa sierrensis
Neopyrochroa sierrensis es una especie de coleóptero de la familia Pyrochroidae.

## Distribución geográfica
Habita en California (Estados Unidos).